# 褲 (曲面)

一條褲

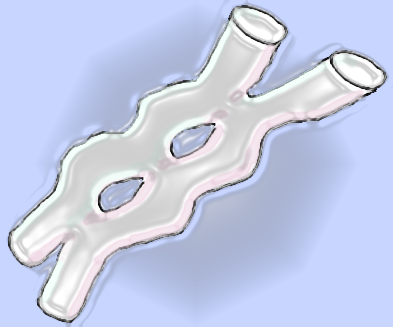
六條褲縫合成一個開曲面，虧格為2，邊界有四個分支。

數學上，褲（英語：pair of pants）是形如一條褲的二維曲面；拓撲學上是一個有三個洞的球面，可被賦予雙曲度量，而雙曲度量的等距類是由邊界曲線的長度（cuff lengths）決定，或與之對偶的由邊界之間的距離（seam lengths）決定。
在雙曲幾何中，這三個洞視為同等，不區別「褲腰」和「褲腳」。配邊理論中這三個洞不同等，一條褲是一個圓（褲腰）和兩個圓（褲腳）之間的配邊。

## 应用
- 雙曲幾何
- 拓扑量子场论